# 山口県道328号福井上蔵目喜線
山口県道328号福井上蔵目喜線（やまぐちけんどう328ごう ふくいかみぞうめきせん）は、山口県萩市から山口市に至る一般県道である。

## 概要
萩市大字福井上から山口市阿東蔵目喜に至る。

### 路線データ
- 起点：萩市大字福井上（山口県道10号山口福栄須佐線交点）
- 終点：山口市阿東蔵目喜（山口県道11号萩篠生線交点）

## 歴史
- 1975年（昭和50年）4月8日 - 山口県告示第349号により認定される。
- 2005年（平成17年）3月6日 - 萩市と阿武郡に属する6町村（須佐町、田万川町、旭村、川上村、福栄村、むつみ村）が対等合併して改めて萩市が発足したことに伴い起点の地名表記が変更される（阿武郡福栄村福井上→萩市福井上）。
- 2010年（平成22年）1月16日 - 阿武郡阿東町が山口市に編入したことに伴い終点の地名表記が変更される（阿武郡阿東町蔵目喜→山口市阿東蔵目喜）。

## 地理

### 通過する自治体
- 山口県
  - 萩市 - 山口市

### 交差する道路
| 交差する道路               | 市町村名 | 交差する場所 | 交差する場所 |
| -------------------------- | -------- | ------------ | ------------ |
| 山口県道10号山口福栄須佐線 | 萩市     | 大字福井上   | 起点         |
| 山口県道11号萩篠生線       | 山口市   | 阿東蔵目喜   | 終点         |

### 沿線
- 山口市立生雲小学校（終点付近）